# Селинский сельский округ (Московская область)
Селинский сельский округ — упразднённая административно-территориальная единица, существовшая на территории Клинского района Московской области в 1994—1995 годах.
Некрасинский сельсовет был образован в первые годы советской власти. По данным 1924 года он входил в состав Владыкинской волости Клинского уезда Московской губернии.
В 1926 году Некрасинский с/с включал деревни Некрасино и Пахомово, хутор Некрасино и ночлег Некрасино.
В 1929 году Некрасинский с/с был отнесён к Клинскому району Московского округа Московской области.
20 августа 1939 года Некрасинский с/с был передан в новый Высоковский район.
7 декабря 1957 года Высоковский район был упразднён и Некрасинский с/с был возвращён в Клинский район.
27 августа 1958 года Некрасинский с/с был переименован в Селинский.
1 февраля 1963 года Клинский район был упразднён и Селинский с/с вошёл в Солнечногорский сельский район. 11 января 1965 года Селинский с/с был возвращён в восстановленный Клинский район.
3 февраля 1994 года Селинский с/с был преобразован в Селинский сельский округ.
1 марта 1995 года Селинский с/о был упразднён, а его территория преобразована в Решоткинский с/о.